# Malîi Mîtnîk, Hmilnîk
Malîi Mîtnîk (în ucraineană Малий Митник) este un sat în comuna Velîkîi Mîtnîk din raionul Hmilnîk, regiunea Vinnița, Ucraina.

## Demografie
Componența lingvistică a localității Malîi Mîtnîk
     Ucraineană (99,36%)
     Alte limbi (0,64%)
Conform recensământului din 2001, majoritatea populației localității Malîi Mîtnîk era vorbitoare de ucraineană (99,36%), existând în minoritate și vorbitori de alte limbi.